# Экономика Алжира
Алжир — аграрно-индустриальное нефтеэкспортирующее государство.
Экономика Алжира базируется главным образом на добыче углеводородного сырья, развиты также сельское хозяйство, промысел морепродуктов.
На 80 % экономика плановая.

## Обзор
Алжир является членом ОПЕК, ВТО (наблюдатель), Африканского союза. 

В сентябре 2005 получил статус ассоциированного члена Европейского союза.
Объём экспорта в 2015 — $36,3 млрд, импорта — 53,65 млрд долл. 

Дефицит госбюджета в 2015 составил 11,2 % ВВП. 

Инфляция в 2015 — 5,1 %. 

В 2003—2015 гг. уровень безработицы снизился с 24 % до 11 %.
ВВП:
- 2013 — +2,8 %
- 2014 — +3,8 %,
- 2015 — +3 %

ВВП на душу населения по паритету в 2015 — 14,4 тыс. долл.

## Сельское хозяйство
На долю сельского хозяйства приходится около 8 % ВВП. Развито выращивание пшеницы, овса, а также фруктов, в частности цитрусовых, и овощей. Агропромышленный комплекс страны не в состоянии удовлетворить собственный спрос, из-за чего Алжир вынужден импортировать продовольствие.
С целью предотвратить расширение пустыни Сахара в 1973 году в южных районах Алжира началось выполнение проекта «Зелёный пояс» (предусматривавшего создание защитной лесополосы длиной 1,5 тыс. км и шириной от 5 до 20 км, основную часть высаженных деревьев составляла местная разновидность сосны-пинии). В дальнейшем ширина этой лесополосы была увеличена 30 км.
По состоянию на 2022 год в основном выращивается пшеница (3,0 млн т) и ячмень (1,6 млн т); арбузы (2,0 млн т); овощи: картофель (4,3 млн тонн), лук (1,8 млн т), помидоры (1,7 млн т), оливки (820 тыс т), перец, морковь, капуста, баклажаны; фрукты: апельсины (1,3 млн т), виноград (630 тыс т), яблоки (540 тыс т), мандарины (300 тыс т), инжир (112 тыс т), абрикосы, персики, миндаль и арахис.
Животноводство насчитывает 1,7 млн голов КРС, 5,1 млн коз, 460 тысяч верблюдов, 75 тысяч ослов, 50 тысяч лошадей, 16 тысяч мулов, 430 тысяч ульев пчёл.

### Морской промысел
Лов рыбы и морепродуктов более 20 тысяч тонн в год. В водах Алжира ловят сардины, скумбрию и даже шпроты. Свежая рыба экспортируется во Францию, сушеная и консервированная — в Испанию, Италию и другие европейские страны.

## Промышленность

### Добывающая промышленность

#### Нефтяная и газовая отрасли
В начале 2010-х Алжир занимал пятое место в мире по объёму запасов природного газа и являлся вторым по величине мировым экспортером этого вида сырья, уступая первое место России. Основной игрок на этом рынке — государственная нефтегазовая компания Sonatrach, дающая около 30 % ВНП страны.
В Алжире в 1964 году был построен первый завод по сжижению и экспорту газа по технологии Shell. Затем с 1970 по 1980 год были запущены еще два завода. Все они находятся на побережье Средиземного моря и их мощность составляет 20,6 млн тонн сжиженного природного газа (СПГ). Основные потребители — страны ЕС, крупнейший — Италия (21 млрд м3 газа в год на апрель 2022 года), а также Франция, которой в 2010 году было поставлено — 6,27 млрд кубометров СПГ.
Сегодня Алжир — крупнейший производитель СПГ в Африке, а его доля на мировом рынке СПГ составляет 8 %.
По запасу нефти Алжир занимает 16-е место в мире.

#### Другие полезные ископаемые
В Алжире имеются значительные месторождения железа, цинка, свинца, меди, мышьяка, ртути, фосфатов и золота.

### Металлургия
В городе Аннаба работает металлургический завод.

## Энергетика
В соответствии с данными UNSD (The United Nations Statistics Division) — UNdata и EES EAEC на конец 2019 года энергетика Алжира характеризуется следующими основными показателями:
- производство органического топлива — 257 869 тыс. тут.
- общая поставка — 139949 тыс. тут.
- на преобразование на электростанциях и отопительных установках израсходовано 23 561 тыс. тут или 16,8 % от общей поставки.
- Установленная мощность — нетто электростанций — 21 653 МВт, в том числе: тепловые электростанции, сжигающие органическое топливо (ТЭС) — 96,8 % , возобновляемые источники энергии (ВИЭ) — 3,2 %.

Производство электроэнергии-брутто — 81 533 млн. кВт∙ч, в том числе: ТЭС — 99,0 % , ВИЭ — 1,0 %. 
Конечное потребление электроэнергии — 62 184 млн кВт∙ч, из которого: промышленность — 35,3 %, транспорт — 2,0 %, бытовые потребители — 42,7 %, сельское, лесное хозяйство и рыболовство — 2,1 %, другие потребители — 18,0 %.
Показатели энергетической эффективности: в 2019 году
душевое потребление валового внутреннего продукта по паритету покупательной способности (в номинальных ценах) — 11 894 долларов,
душевое (валовое) потребление электроэнергии — 1432 кВт∙ч,
душевое потребление электроэнергии населением — 611 кВт∙ч.
Число часов использования установленной мощности-нетто электростанций — 3387 часов